# Epitalara reversa
Epitalara reversa là một loài bướm đêm thuộc phân họ Arctiinae, họ Erebidae.